# Duchi leggendari di Cornovaglia
Questa è una lista dei duchi leggendari di Cornovaglia che appaiono in alcuni autori pseudostorici come Nennio, Gildas e soprattutto Goffredo di Monmouth, per riferirsi ai leggendari duchi di questa regione della Britannia celtica. La lista, estrapolata dai lavori degli autori citati, è molto irregolare e ci sono molteplici interruzioni nella successione. Va considerata come un insieme di vari sovrani e signori della guerra celtici, e di eroi mitologici. Anche in Goffredo, il titolo di questi signori oscilla fra quello di "duca" (dux Cornubiae) e quello di "re" (rex Cornubiae). 
| re o duca           | titolo       | note                                                            | cronologia approssimativa |
| ------------------- | ------------ | --------------------------------------------------------------- | ------------------------- |
| Corineo             |              | al tempo di Bruto                                               | c. 1100 a.C.              |
| Envino              | duca         | al tempo di Leir                                                | c. 750 a.C.               |
| Cunedagio           | duca         | al tempo di Regina Cordelia                                     | c. 715 a.C.               |
| Cloten              | re           | durante la pentarchia dopo Ferrex e Porrex                      | c. 450 a.C.               |
| Dunvallo Molmuzio   | re           | poi re di Britannia                                             | c. 420 a.C.               |
| Belino              |              | allo stesso tempo re di Britannia                               | c. 390 a.C.               |
| Tenvanzio           | duca         | al tempo di Cassivellauno                                       | c. 55 a.C.                |
| Giulio Asclepiodoto | duca         | diventa re di Britannia                                         | c. 295 a.C.               |
| Caradoc             | duca         | diventa re di Britannia                                         | c. 380 d.C.               |
| Dionoto             | duca         | allo stesso tempo diventa re di Britannia                       | c. 390 d.C.               |
| Gorlois             | duca         | al tempo di Uther Pendragon                                     | fine V secolo d.C.        |
| Mark                | re           | zio di Tristano                                                 | inizi del VI secolo d.C.  |
| Cador               | duca, poi re |                                                                 | c. 530 d.C.               |
| Costantino          | duca         | allo stesso tempo diventa re di Britannia                       | 542 d.C.                  |
| Bledric             | duca         | al tempo in cui sant'Agostino di Canterbury arrivò in Britannia | 597 d.C.                  |